# Vilhelm Klein
Vilhelm Klein, född 6 mars 1835 i Köpenhamn, död 10 februari 1913 i Köpenhamn, var en dansk arkitekt.
Vilhelm Klein uppförde bland annat frimurarlogen i Helsingör, Industriforeningens stora byggnad i Köpenhamn, vilken först inhyste den nordiska industriutställningen 1872, och konstindustrimuseet (1892-94) där. Kleins stora intresse för fransk konst gav sig till känna, då han 1888 för Carl Jacobsen ordnade den franska konstutställningen i Köpenhamn. År 1887 blev han professor. 
Han arbetade nitiskt för hantverkarnas vidareutbildning och ledde själv 1868-76 sin egen hantverksskola; jämte sin hustru var han 1876-1907 även ledare av Tegneskolen for kvinder. I "Anti-Brandesianske Flyveblade" (1887-88) och "Nutidsspørgsmaal" (1890-92) kämpade han häftigt mot den av Georg Brandes framkallade riktningen. 
Kein utgav också Italiens Historie efter Romerrigets Opløsning (3 band, 1904-08) och Mindeskrift om Rasmus Nielsen (1909). Även Kleins bror August Henning Klein (1839-1909) var arkitekt. Han lämnade ritningar till kyrkor, herrgårdar och lantbruksbyggnader.

## Utmärkelser
- Riddare av Dannebrogorden,  1872[2]
- Dannebrogsmännens hederstecken,  1898[2]

[Redigera Wikidata]